# Puente Rodríguez De La Borbolla
El Puente Rodríguez de la Borbolla, también conocido popularmente como Puente Viejo, se encuentra en La Algaba (Andalucía, España) y cruza el río Guadalquivir. Fue el primer puente que comunicó La Algaba con Sevilla.

## Situación
A partir del norte, es el primer puente que cruza el brazo oeste del Guadalquivir. Constituye la principal unión entre la zona norte de la ciudad, y la comarca de la Vega del Guadalquivir.

## Descripción
Tiene cuatro carriles separados por una mediana y una junta longitudinal. Son, por tanto, dos puentes iguales e independientes con cimentación también independiente. La estructura está formada por un tramo de ménsulas compensadas de 47 m de longitud, apoyadas en doble línea de pilas separadas 7 m; y por tramos simplemente apoyados en las ménsulas de 30 m de longitud. Las luces del puente son las siguientes: 50,25+7+70,50+7+50,25+2x30 m.
Los tramos de 30 m están formados por cuatro vigas por puente de 1,60 m de canto y separación entre jes de 2,60; lo sde 47,50 m tienen dos cajones rectangulares unidos por la losa superior y variación lineal de canto, lo que da un perfil acartelado al puente.
Las pilas consisten en cuatro pilares cilíndricos de 1 m de diámetro por cada puente que se prolongan en pilotes in situ del mismo diámetro.

## Historia
Este puente fue construido por la necesidad de los habitantes de La Algaba para comunicarse con la capital y sustituir el antiguo paso de barcas, en 1904 se planteó la construcción de un puente de tres tramos metálicos y un acceso compuesto por un gran pontón de fábrica con nueve bóvedas. Las obras, tras la subasta realizada en abril del mismo año, fueron adjudicadas a Medardo Ureña. A pesar de la rapidez de la adjudicación, surgieron una serie de problemas que obligaron a la rescisión de esta contrata en abril de 1909.
Las obras fueron nuevamente subastadas, el 3 de junio de 1913, consiguiendo la adjudicación de Mariano Rodríguez de Torres. Una vez iniciadas las obras, el contratista, debido a la necesidad de ampliación del desagüe, propuso la idea de añadir un cuarto tramo más a la parte metálica colocándola en el lado de La Algaba, añadiendo asimismo un nuevo pontón en el lado de Sevilla a continuación del ya proyectado e igual que el mismo. Además se propuso efectuar la cimentación de los estribos mediante la utilización de aire comprimido.
En 1958 llega su etapa final, ya que se decide construir un nuevo puente para sustituir a este, este proyecto fue llevado a cabo por Pedro González entre 1975 y 1976, ese mismo año de finalización el antiguo fue cortado al tráfico por no reunir las condiciones de seguridad necesarias y tener un tablero demasiado estrecho. La poca consistencia del terreno en que se asienta le ha llevado a escorarse hacia el frente de aguas abajo.
El 8 de septiembre de 2005, después de 26 años, el Ayuntamiento de La Algaba decide restaurarlo para hacer una nueva entrada al sur y permitir el paso de vehículos de motor (anteriormente solo se permitía a peatones y carril bici), este proyecto se finalizaría y abriría al público el 29 de diciembre de 2011.

## Catástrofes de 1924 y 1926

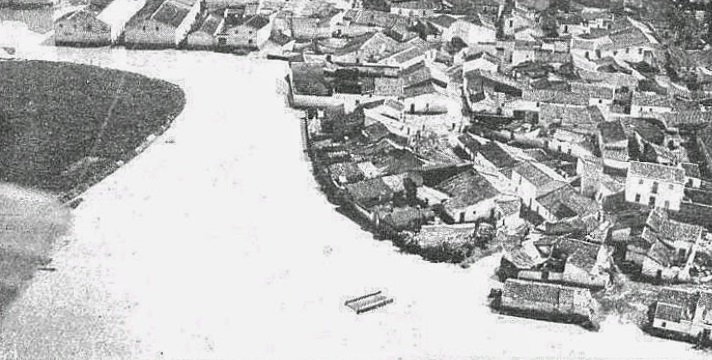
Fotografía aérea del puente derrumbado en 1924 después de la catástrofe

Durante 1924 y 1926, el río Guadalquivir rebosó más de su capacidad máxima posible, inundando varios pueblos de la comarca e inclusive casi llegando a la Torre del Oro. El 29 de marzo de 1924, se produjo una gran crecida que por su fuerza y malas condiciones del terreno socavó los cimientos del tramo de avenidas produciéndose el derrumbamiento donde murieron entre 16 a 20 personas. En 1926 sufrió otro derrumbamiento a causa del mal análisis de daños y reparación por parte de la División Hidráulica del Guadalquivir a la hora de reconstruir el puente en 1925.